# 120-mm-Granatwerfer M1943

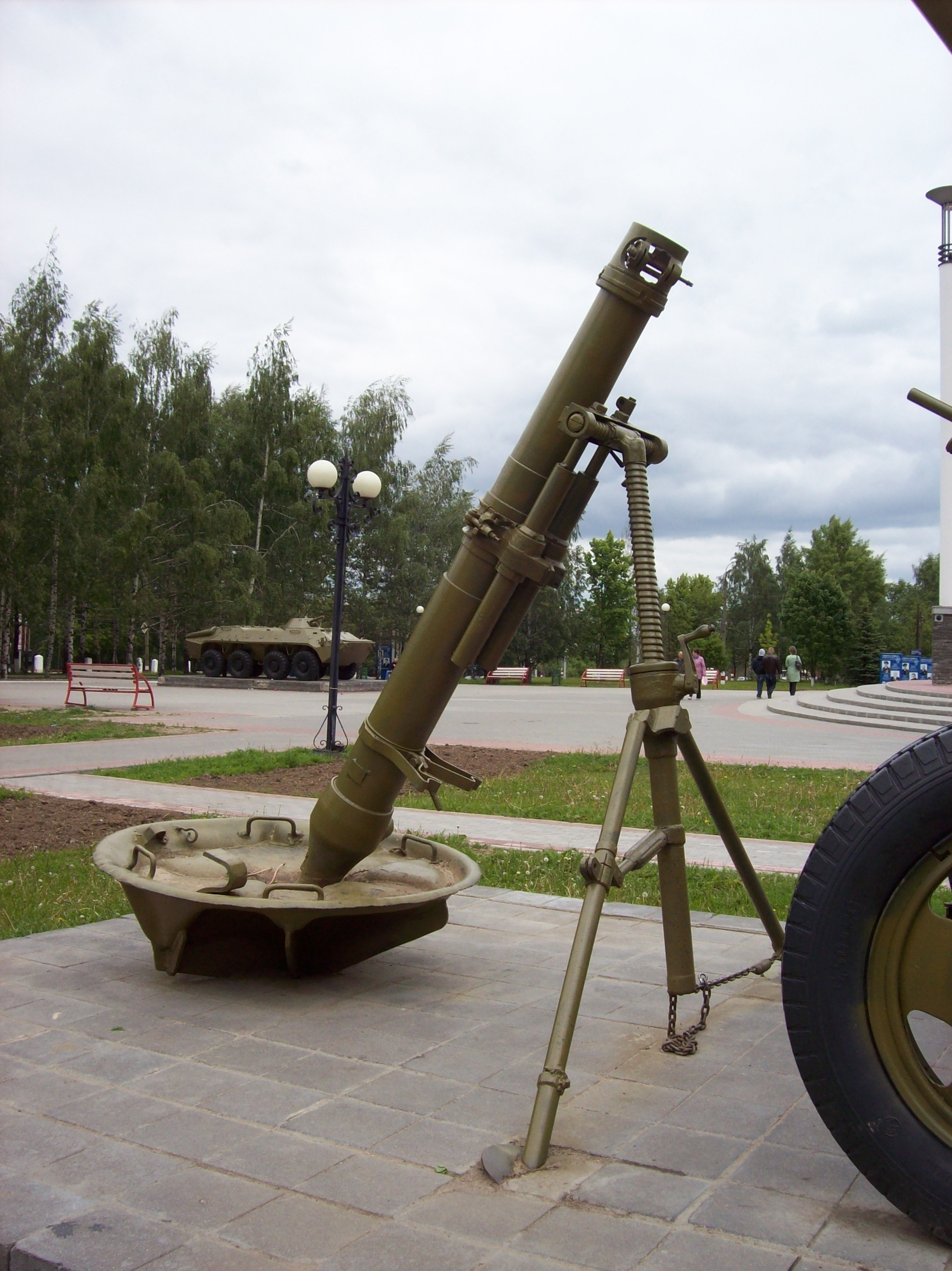
120-mm-Granatwerfer M1943

Der 120-mm-Granatwerfer M1943 ist ein während des Zweiten Weltkrieges in der damaligen Sowjetunion entwickelter Mörser. Er wurde aus dem 120-mm-Granatwerfer M1938 weiterentwickelt. Die Waffe diente zum Vernichten und Niederhalten von Truppen und Feuermitteln innerhalb und außerhalb von Deckungen, Niederhalten von Truppen und Feuermitteln an steilen Hinterhängen, in Tälern, Schluchten und Wäldern sowie zum Schaffen von Gassen in Sperren.
In der Sowjetarmee wurde die Waffe als 120-mm-Regimentsgranatenwerfer Modell 1943 (russisch 120-мм полковой миномёт обр. 1943 г.) bezeichnet, der Name weist dabei auf die Verwendung bei der Regimentsartillerie hin. Der GAU-Index der Waffe war 52-M-843 (russisch 52-М-843). In der NVA wurde die Waffe als 120-mm-Granatwerfer 43 geführt. Die Bezeichnungen sowohl der Sowjetarmee als auch der NVA weichen dabei vom heute in der Bundeswehr gebräuchlichen Bezeichnungsschema ab, wo derartige Waffen als „Mörser“ bezeichnet werden.

## Entwicklung
Die Waffe wurde vom Herstellerwerk unter Leitung von Alexander Alexandrowitsch Kotow entwickelt. Gründe für die Weiterentwicklung waren einerseits Bestrebungen, die Konstruktion zu vereinfachen, um die Produktionszahlen unter Kriegsbedingungen erhöhen zu können, sowie die Vereinfachung der Wartung und Instandsetzung unter feldmäßigen Bedingungen. Mit dem Modell 1941 wurde eine bereits vereinfachte Variante – ohne Radfahrgestell – produziert. Kotow gelang die angestrebte Vereinfachung der Konstruktion. Der Schlagbolzen konnte ohne Zerlegung des Granatwerfers gewechselt werden, was die Instandsetzung unter feldmäßigen Bedingungen erleichterte.

## Konstruktion
Die Waffe besteht aus
- dem Rohr mit Bodenstück
- dem Zweibein
- der Bodenplatte
- dem Richtaufsatz
- der Ladesicherung
- dem Fahrgestell
- dem Zubehör

Der Granatwerfer besitzt ein glattes Rohr und verschießt flügelstabilisierte Wurfgranaten. Die Konstruktion des Rohres stellt den hauptsächlichen Unterschied zum Modell 1938 dar. Die Konstruktion des Abzuges wurde vereinfacht, der Schlagbolzen kann ohne Zerlegen des Rohres getauscht werden. Geladen wird der Werfer von vorn über das Rohr. Am Rohr ist im Gegensatz zum Modell 1938 vorn eine Ladesicherung angebracht, die ein erneutes Nachladen bei nicht entladenem Werfer verhindert. Eine eingespielte Bedienung ist in der Lage, den Werfer sehr schnell nachzuladen. Unter Gefechtsbedingungen kann jedoch nicht immer zweifelsfrei festgestellt werden, ob die geladene Granate tatsächlich verschossen wurde. Ein erneutes Nachladen bei noch geladenem Werfer führt durch das Ansprechen des Aufschlagzünders der im Rohr befindlichen Granate zur Explosion der Munition. Die Einführung der Ladesicherung stellt daher eine wesentliche Steigerung des Gefechtswertes der Waffe dar. Das Bodenstück schließt das Rohr nach hinten ab und leitet die Rückstoßkräfte in die Bodenplatte ein. Bodenplatte und Zweibein dienen zum Richten des Werfers und nehmen die Rückstoßkräfte auf. Sowohl nach der Seite, als auch nach der Höhe wird der Werfer über einfache Spindeln gerichtet.
Als Visier werden die Richtaufsätze MP-41, MP-42 und MPM-44M verwendet. Der Richtaufsatz MPM-44M vergrößert bei einem Gesichtsfeld von 9° 2,5-fach. Er kann mit einer Nachtbeleuchtung versehen werden. Als Fahrgestell kam ein einachsiges, gefedertes Fahrgestell zum Einsatz. Dabei handelte es sich um eine geschweißte Konstruktion aus Profilstahl. Ursprünglich war das Fahrgestell des Modells 1938 verwendet worden. Aufgrund der fehlenden Federung war die Marschgeschwindigkeit jedoch begrenzt. Das neue, gefederte Fahrgestell wurde ab 1945 produziert.

## Munition
Die für das Modell 1938 entwickelten Wurfgranaten wurden auch für das Modell 1943 genutzt. Zum Einsatz kamen flügelstabilisierte Wurfgranaten mit Splittergefechtskopf. Bei einem Gesamtgewicht des Schusses von 15,9 kg entfielen auf die Sprengladung 1,59 kg Gewicht. Weiterhin standen Nebelgranaten zur Verfügung.

## Technische Daten
Die taktisch-technischen Daten änderten sich im Vergleich zum Vorgänger nicht wesentlich.
| 120-mm-Granatwerfer Modell 1943 |                                 |
| Allgemeine Eigenschaften        |                                 |
| Klassifikation                  | Granatwerfer                    |
| Chefkonstrukteur                | Alexander Alexandrowitsch Kotow |
| Bezeichnung des Herstellers     |                                 |
| Hersteller                      |                                 |
| Länge mit Protze                |                                 |
| Breite                          |                                 |
| Höhe                            |                                 |
| Gewicht in Feuerstellung        | 275 kg                          |
| Gewicht in Marschlage           | 600 kg                          |
| Mannschaft                      | 6                               |
| Baujahre                        | 1943 –                          |
| Stückzahl                       |                                 |
| Rohr                            |                                 |
| Kaliber                         | 120 mm                          |
| Rohrlänge                       |                                 |
| Höhe der Schusslinie            |                                 |
| Feuerdaten                      |                                 |
| Höhenrichtbereich               | +45° bis +80°                   |
| Seitenrichtbereich              | ± 4°                            |
| Reichweite, maximal             | 5.700 m                         |
| Reichweite, minimal             | 460 m                           |
| Mündungsgeschwindigkeit         | 272 m/s                         |
| Feuerrate                       | 10 – 15 Schuss/min              |

## Einsatz
Während des Zweiten Weltkrieges wurden die Modelle 1938 und 1943 in großen Stückzahlen in der Regimentsartillerie der Sowjetarmee genutzt. Auch nach Kriegsende blieben beide Modelle noch lange Zeit im Einsatz. In der Sowjetarmee wurden sie ab 1955 durch den 120-mm-Granatwerfer M-120 abgelöst.
Die Wehrmacht hatte dieser Waffe, die 16 Kilogramm schwere Granaten über 6.000 Meter schleuderte nichts entgegenzusetzen und sie war rasch gefürchtet. Daher wurde er kopiert und rasch in die Produktion überführt. Siehe: Granatwerfer 42.

### Einsatz in der NVA

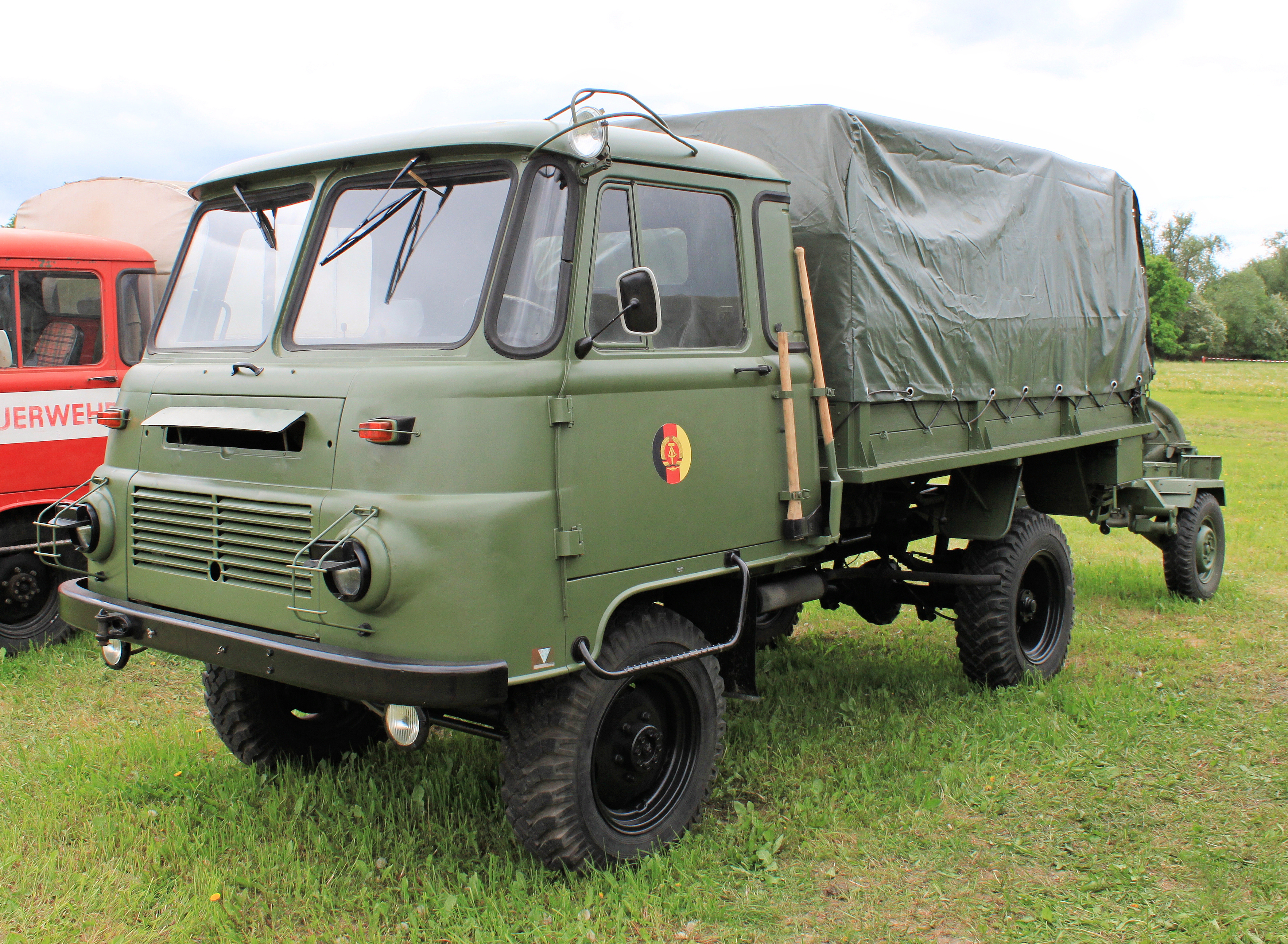
Bei der NVA eingesetztes Transportfahrzeug LO 2002 A mit angehängtem 120-mm-Granatwerfer 43

Die Nationale Volksarmee der DDR übernahm 120-mm-Granatwerfer 43 von der Kasernierten Volkspolizei. In der NVA wurde die Waffe in den Granatwerferbatterien der motorisierten Schützenregimenter eingesetzt. Als Zugfahrzeug dienten Lkw Ural-375D bzw. LO 2002 A. Die Waffe konnte nicht in ausreichender Stückzahl beschafft werden, so dass die 82-mm-Granatwerfer Modell 37/41 weiter als Ersatzbewaffnung genutzt werden mussten. Abgelöst wurde der 120-mm-Granatwerfer 43 ab 1985 vom 120-mm-Granatwerfer 2B11, dieser Prozess wurde jedoch bis zur Auflösung der NVA nicht abgeschlossen. Insgesamt waren 1990 noch 216 120-mm-Granatwerfer 43 vorhanden.

### Einsatz bei anderen bewaffneten Kräften in der DDR
Auch die Volkspolizei-Bereitschaften der Kasernierten Einheiten des Ministeriums des Innern (MdI) der DDR nutzen den Granatwerfer. Dort wurden sie in den schweren Kompanien der Bereitschaften eingesetzt. Ein weiterer Nutzer waren die Wach- und Sicherstellungseinheiten des Ministeriums für Staatssicherheit.